# ستيوارت راسيل
ستيوارت راسيل (بالإنجليزية: Stuart Russell)‏ هو سياسي بريطاني، ولد في 18 يناير 1909، وتوفي في 30 أكتوبر 1943 بسبب حمى. حزبياً، نشط في حزب المحافظين. في الانتخابات العامة في المملكة المتحدة 1935 ‏، انتخب عضو برلمان المملكة المتحدة الـ37 عن دائرة Darwen (UK Parliament constituency) ‏ (14 نوفمبر 1935 – 30 أكتوبر 1943).